# Aleksander Jankowski (żołnierz)
Aleksander Jankowski (ur. 2 stycznia 1920 w Grabowcu k. Bielska Podlaskiego, zm. 15 grudnia 1994 w Warszawie) – generał brygady Wojska Polskiego.

## Życiorys
Do 1939 skończył 8 klas gimnazjum w Bielsku Podlaskim. Od 1939 do 1940 pomagał rodzicom w pracy na roli. 10 lutego 1940 został deportowany wraz z rodziną przez NKWD do Kraju Ałtajskiego, gdzie był robotnikiem leśnym. 15 maja 1943 wstąpił do Polskich Sił Zbrojnych w ZSRR, skierowany do obozu w Sielcach nad Oką jako szeregowy 1 pułku piechoty 1 DP im. T. Kościuszki. Od 20 czerwca do 20 sierpnia 1943 kursant w Szkole Podchorążych w Riazaniu, potem adiutant gen. bryg. Karola Świerczewskiego w stopniu chorążego. Od 15 września 1943 szef sztabu i p.o. dowódcy 1 samodzielnego batalionu kobiecego im. Emilii Plater, od maja 1944 w stopniu podporucznika. Od października 1944 oficer łącznikowy Komendy miasta Warszawy do 6. Dywizji Piechoty. Od kwietnia 1946 inspektor wyszkolenia bojowego Wydziału VII Dowództwa Okręgu Wojskowego nr 1 w Warszawie w stopniu kapitana, a od października 1946 – majora. W latach 1948–1949 na kursie dowódców pułku w Wyższej Szkole Piechoty w Rembertowie, następnie szef wydziału Dowództwa Warszawskiego OW. Od 28 kwietnia 1951 podpułkownik, od 31 października 1952 zastępca szefa sztabu WOW. W latach 1954–1956 studiował w ASG WP w Rembertowie, potem został szefem sztabu Warszawskiego OW w stopniu pułkownika. W lipcu 1958 mianowany generałem brygady; nominację wręczył mu w Belwederze przewodniczący Rady Państwa PRL Aleksander Zawadzki. Od lipca 1960 do grudnia 1962 dowódca 12. Dywizji Zmechanizowanej im. Armii Ludowej w Szczecinie, następnie do listopada 1964 zastępca dowódcy Pomorskiego Okręgu Wojskowego w Bydgoszczy ds. obrony terytorialnej, po czym objął analogiczne stanowisko w Warszawskim Okręgu Wojskowym. Od 25 września 1970 zastępca dowódcy Warszawskiego Okręgu Wojskowego ds. liniowych. Od lipca 1972 zastępca komendanta Wojskowej Akademii Politycznej ds. liniowych. W czerwcu 1980 zakończył służbę wojskową, jesienią 1980 przeniesiony w stan spoczynku. Pochowany na Cmentarzu Wojskowym na Powązkach w Warszawie (kwatera B4-8-10a).

## Awanse
- chorąży – 1943
- podporucznik – 1944
- porucznik – 1945
- kapitan – 1945
- major – 1946
- podpułkownik – 1951
- pułkownik – 1956
- generał brygady – 1958

## Życie prywatne
Mieszkał w Warszawie. Od 1945 żonaty z Janiną z domu Szarapow (1923–2012). Małżeństwo miało córkę.

## Odznaczenia
- Order Virtuti Militari V klasy (1970)
- Order Sztandaru Pracy II klasy (1963)
- Krzyż Komandorski Orderu Odrodzenia Polski
- Krzyż Oficerski Orderu Odrodzenia Polski (1958)
- Krzyż Kawalerski Orderu Odrodzenia Polski (1950)
- Krzyż Walecznych (1946)[4]
- Srebrny Krzyż Zasługi (1945)
- Medal za Warszawę 1939–1945
- Medal za Odrę, Nysę, Bałtyk
- Medal 10-lecia Polski Ludowej
- Medal 30-lecia Polski Ludowej
- Medal 40-lecia Polski Ludowej
- Złoty Medal „Siły Zbrojne w Służbie Ojczyzny” (1959)
- Srebrny Medal „Siły Zbrojne w Służbie Ojczyzny”
- Brązowy Medal „Siły Zbrojne w Służbie Ojczyzny”
- Złoty Medal „Za zasługi dla obronności kraju” (1973)
- Srebrny Medal „Za zasługi dla obronności kraju”
- Brązowy Medal „Za zasługi dla obronności kraju”
- Medal Komisji Edukacji Narodowej (1977)[5]
- Złota odznaka honorowa „Za Zasługi dla Warszawy” (1971)[6]
- Odznaka honorowa „Zasłużony Białostocczyźnie” (1970)[7]
- Order Czerwonej Gwiazdy (ZSRR) (1968)
- Medal „Za zwycięstwo nad Niemcami w Wielkiej Wojnie Ojczyźnianej 1941–1945” (ZSRR)
- Medal „Za wyzwolenie Warszawy” (ZSRR)